# Тіогеміацеталі
Тіогеміацеталі (англ. thiohemiacetals) — хімічні сполуки зі структурою R2C(SR')ОН, RCH(OH)SR або R2C(OR')SH (монотіогеміацеталі), та R2C(SR')SH (дитіогеміацеталі), R' ≠ H.
Монотіогеміацеталі обмінюють оксигрупу на хлор (з SOCl2, PCl5), утворюючи α-хлорсульфіди.